# Росситто, Анджело
А́нджело Росси́тто (англ. Angelo Rossitto; 18 февраля 1908, Омаха, Небраска — 21 сентября 1991, Лос-Анджелес, Калифорния) — американский актёр кино и телевидения, карлик ростом 89 сантиметров.

## Биография
Анджело Росситто родился 18 февраля 1908 года в городе Омаха (штат Небраска, США). В 1926 году он попался на глаза известному актёру Джону Берримору (1882—1942), который привёл юношу в мир кинематографа. Первым фильмом Росситто стала лента «Любимый плут» (1927), где он сыграл карлика Биппо.
Росситто начал сниматься в возрасте 19 лет, и его кинокарьера продолжалась 60 лет, почти до самой смерти. За это время он появился в 94 фильмах и сериалах, причём в 51 случае без указания в титрах и три из этих фильмов были короткометражными. На афишах и в титрах иногда использовал сценические псевдонимы Маленький Энджи и Маленький Мо, а кроме того невнимательные кинематографисты иногда неверно писали его фамилию как Россита, Россито и Росито, или же указывали его без фамилии просто Анджело или даже Энджи. Амплуа — карлики, гномы, лилипуты, пигмеи, а также монстры, злодеи и инопланетяне.
В 1939 году вышел в свет роман Натанаэла Уэста «День саранчи». В нём присутствует второстепенный персонаж по имени Анджело Росситто — голливудский актёр-карлик.
В 1957 году совместно с актёром-карликом Билли Барти (1924—2000) основал организацию «Маленькие люди Америки» — это стала первая организация подобного рода в Северной Америке. Она успешно продолжает существовать и в наши дни, по состоянию на 2010 год в ней состояли около 6800 человек.
В середине и конце 1960-х годов Росситто был маскотом команды Los Angeles Thunderbirds, участвовавшей в Роллер-играх.
В 1983 году Росситто появился вместе с певцами Томом Уэйтсом и Ли Колимой на обложке их альбома Swordfishtrombones.
Гонорары за фильмы не приносили Росситто такого дохода, чтобы существовать безбедно, поэтому он также владел газетным киоском в Голливуде. В среднем актёр снимался в 1—2 фильмах в год, и в более чем половине случаев его роли были настолько малы, что он даже не удостаивался упоминания в титрах.
Анджело Росситто скончался 21 сентября 1991 года в Лос-Анджелесе от послеоперационных осложнений. Он прожил 83 года, что очень необычно для людей, страдающих карликовостью: обычно страдающие этим заболеванием стареют и умирают гораздо раньше.

## Избранная фильмография

### В титрах указан
- 1927 — Любимый плут[англ.] / The Beloved Rogue — карлик Биппо
- 1927 — Старый Сан-Франциско[англ.] / Old San Francisco — карлик Шань Лу
- 1929 — Семь ступеней к Сатане[англ.] / Seven Footprints to Satan — карлик
- 1932 — Уродцы / Freaks — Анджелино
- 1938 — Невеста-дитя / Child Bride — Анджело[2]
- 1941 — Призраки разбушевались[англ.] / Spooks Run Wild — Луиджи
- 1942 — Исчезновение трупа / The Corpse Vanishes — Тоби
- 1947 — Напуганная до смерти / Scared to Death — Индиго
- 1950 — Аризонский барон[англ.] / The Baron of Arizona — цыган Энджи
- 1950 — Королева бандитов[англ.] / The Bandit Queen — Найно
- 1957 — Вторжение обитателей летающих тарелок / Invasion of the Saucer Men — инопланетянин
- 1958 — Приключения Супер-Щенка[англ.] / The Adventures of Superpup — Терри-Кусака
- 1960 — Повстанец[англ.] / The Rebel — Годфри (в эпизоде The Earl of Durango)
- 1967 — Человек от Д.Я.Д.И.[англ.] / The Man from U.N.C.L.E. — слепой продавец карандашей (в эпизоде The Hula Doll Affair)
- 1969 — Джулия[англ.] / Julia — маленький бизнесмен (в эпизоде I Thought I Saw a Two-Timer)
- 1969 — Г. Р. Пафнстаф[англ.] / H.R. Pufnstuf — паук Сеймур / Клэнг (в 17 эпизодах)
- 1970 — Пафнстаф[англ.] / Pufnstuf — паук Сеймур / Клэнг
- 1970 — Алекс в Стране чудес[англ.] / Alex in Wonderland — Феллини № 1
- 1971 — Кровавый мозг[англ.] / Brain of Blood — Дорро
- 1971 — Дракула против Франкенштейна[англ.] / Dracula vs. Frankenstein — Гразбо
- 1971 — Лидсвилл[англ.] / Lidsville — мистер Большой, главный певец «Шляпной банды» (в 17 эпизодах)
- 1975 — Мастер обращения с оружием[англ.] / The Master Gunfighter — карлик сайдшоу
- 1975—1977 — Детектив Баритта / Baretta — Маленький Мо (в 11 эпизодах)
- 1978 — Братья Харди и Нэнси Дрю[англ.] / The Hardy Boys/Nancy Drew Mysteries — разносчик (в 2 эпизодах)
- 1978 — Джейсон из Звёздной команды[англ.] / Jason of Star Command — Борк (в 2 эпизодах)
- 1980 — Галаксина / Galaxina — монстр из яйца
- 1981 — Смоки кусает пыль[англ.] / Smokey Bites the Dust — клерк
- 1983 — Именно так зло и приходит / Something Wicked This Way Comes — карлик
- 1985 — Безумный Макс 3: Под куполом грома / Mad Max Beyond Thunderdome — Мастер, инженер, соправитель Бартертауна
- 1985 — Удивительные истории / Amazing Stories — танцор водевиля (в эпизоде Fine Tuning)
- 1987 — От шёпота до крика[англ.] / From a Whisper to a Scream — лудильщик

### В титрах не указан
- 1928 — Пока город спит[англ.] / While the City Sleeps — член банды Скитера Карлсона
- 1928 — Викинг[англ.] / The Viking — викинг-карлик
- 1929 — Таинственный остров / The Mysterious Island — подводное существо
- 1930 — Казённый дом / The Big House — заключённый
- 1932 — Знак креста / The Sign of the Cross — пронзённый пигмей
- 1932 — Тарзан — человек-обезьяна — злобный карлик
- 1934 — Марш деревянных солдатиков[англ.] / Babes in Toyland — Элмер, маленький поросёнок / песочный человек в пещере
- 1935 — Ад Данте[англ.] / Dante's Inferno — пассажир в котельном отделении корабля
- 1935 — Сон в летнюю ночь / A Midsummer Night's Dream — гном
- 1937 — Фабрика грёз[англ.]* / Stand-In — карлик, входящий в ворота студии
- 1939 — Мистер Вонг в Чайнатауне[англ.] / Mr. Wong in Chinatown — немой карлик
- 1941 — Ад раскрылся[англ.] / Hellzapoppin' — карлик-дьявол
- 1943 — Паучиха / The Spider Woman — Обонго, пигмей
- 1944 — Али-баба и сорок разбойников[англ.] / Ali Baba and the Forty Thieves — карлик-араб
- 1944 — Леди в темноте[англ.] / Lady in the Dark — карлик Кролик
- 1945 — Портрет Дориана Грея / The Picture of Dorian Gray — официант в Блю-Гейт-Филд-хаусе
- 1946 — Двое умных людей[англ.] / Two Smart People — уличный музыкант
- 1947 — Сумасшедшая среда, или Грех Гарольда Диддлбока / The Sin of Harold Diddlebock — карлик
- 1949 — Самсон и Далила / Samson and Delilah — карлик на арене
- 1952 — Величайшее шоу мира / The Greatest Show on Earth — карлик
- 1953 — Плато потерянных женщин[англ.] / Mesa of Lost Women — карлик-ассистент в лаборатории
- 1955 — Лунные люди джунглей[англ.] / Jungle Moon Men — самый маленький лунатик
- 1955 — Помешательство / Dementia — разносчик газет[англ.]
- 1956 — Карусель[англ.] / Carousel — карлик
- 1957 — История человечества[англ.] / The Story of Mankind — придворный карлик Нерона
- 1959 — Дикий и невинный[англ.] / The Wild and the Innocent — карлик
- 1961 — Пригоршня чудес / Pocketful of Miracles — Энджи
- 1962 — Волшебный меч[англ.] / The Magic Sword — гном
- 1962 — Исповедь курильщика опиума / Confessions of an Opium Eater — разносчик газет
- 1962 — Чудесный мир братьев Гримм[англ.] / The Wonderful World of the Brothers Grimm — гном
- 1962 — Реквием по тяжеловесу[англ.] / Requiem for a Heavyweight — карлик-рестлер за пределами ринга
- 1964 — Беглец / The Fugitive — чистильщик обуви (в эпизоде Search in a Windy City)
- 1965 — Дымок из ствола / Gunsmoke — Билли (в эпизоде Circus Trick)
- 1965 — Заклеймённый[англ.] / Branded — стрелок в галерее (в эпизоде The Greatest Coward on Earth)
- 1967 — Опасные похождения Полин[англ.] / The Perils of Pauline — помощник лидера пигмеев
- 1967 — Трип / The Trip — гном в «лесной фантазии»
- 1967 — Доктор Дулитл / Doctor Dolittle — карлик
- 1973 — Кунг-фу[англ.] / Kung Fu — Анджело (в эпизоде The Third Man)
- 1973 — Хладнокровный убийца[англ.] / The Stone Killer — карлик в фойе гостиницы
- 1978 — Досье детектива Рокфорда / The Rockford Files — карлик-пациент (в эпизоде The Competitive Edge)
- 1980 — Невероятный Халк[англ.] / The Incredible Hulk — Мальчик-с-пальчик (в эпизоде Sideshow)
- 1980 — Музыку не остановить / Can't Stop the Music — продавец фруктов
- 1983 — Саймон и Саймон[англ.] / Simon & Simon — карлик в фойе гостиницы (в эпизоде Pirate's Key: Part 1)

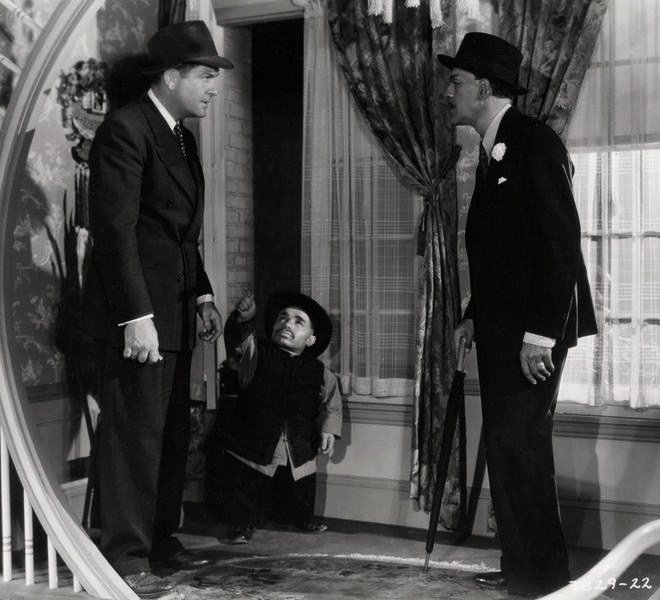
С Грантом Уитерсом (слева) и Борисом Карлоффом (справа) в фильме «Мистер Вонг в Чайнатауне[англ.]» (1939)
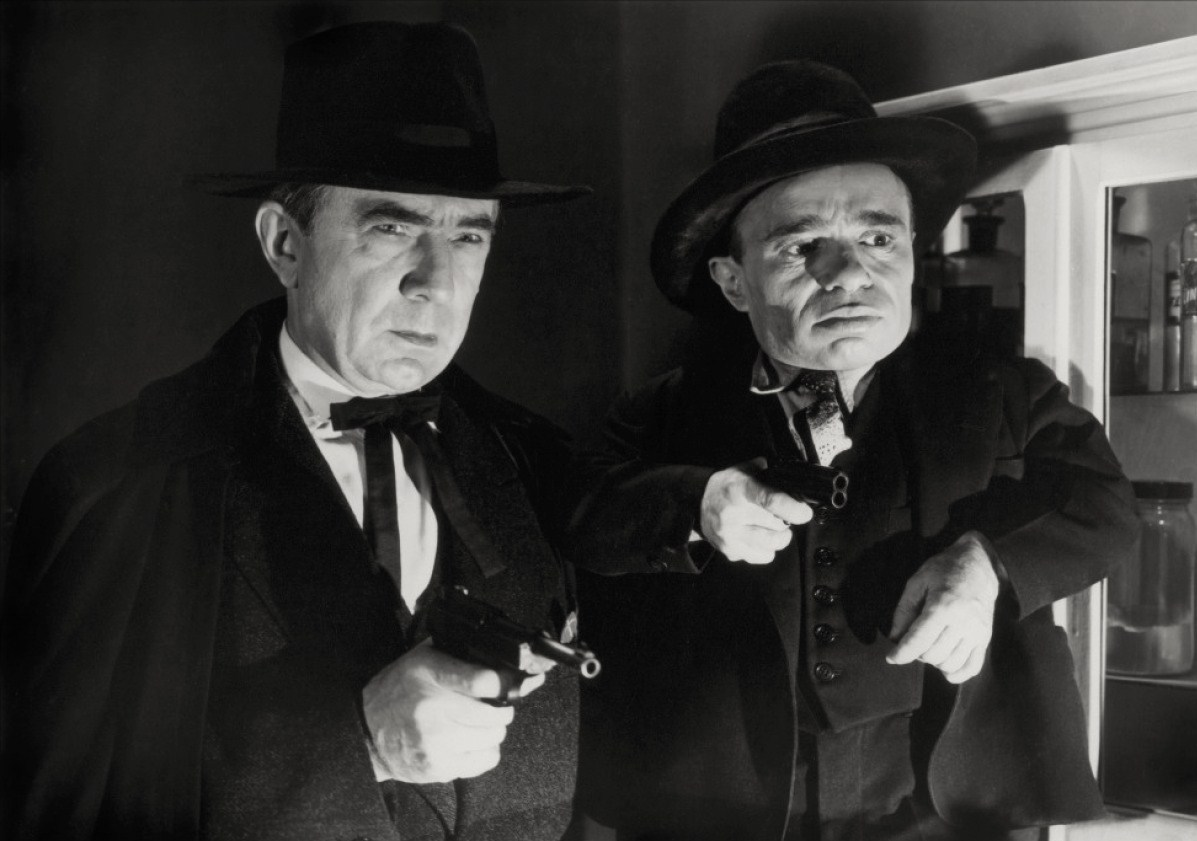
С Бела Лугоши (слева) в фильме «Напуганная до смерти» (1947)